# Видоискатель

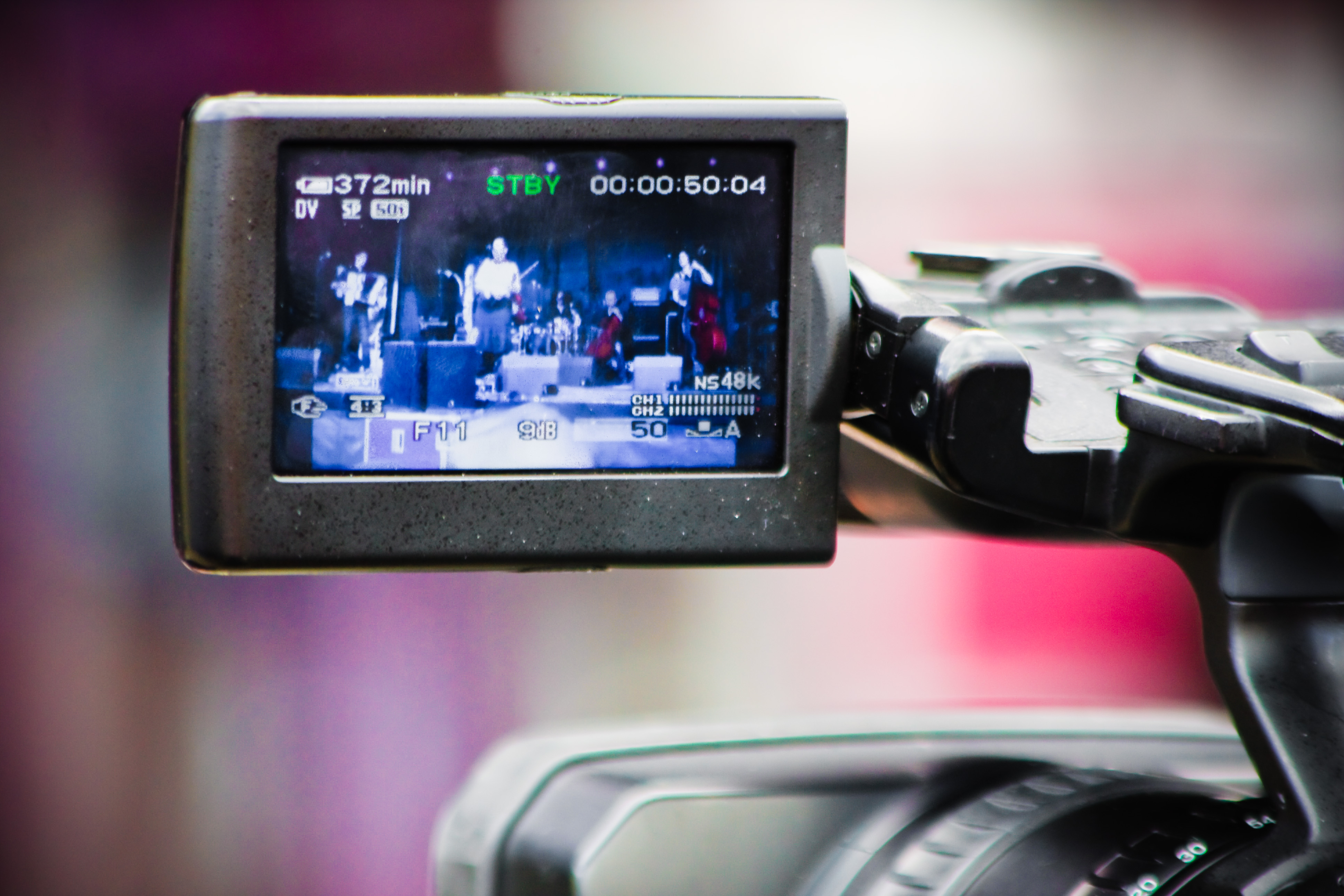
Электронный видоискатель DV-видеокамеры

Видоиска́тель, визи́р (от фр. visière «козырёк, забрало; смотровая щель; прицел» ← лат. viso «рассматривать, разглядывать; осматривать, обозревать») — вспомогательное устройство съёмочной камеры, которое служит для наблюдения за объектом съёмки и определения границ снимаемого кадра. Некоторые типы видоискателя являются основой визирно-дальномерной системы и используются для контроля качества изображения, главным образом для фокусировки.
Наиболее ранние фотоаппараты с прямым визированием не оснащались видоискателем, поскольку кадрирование и фокусировка производились непосредственно в фокальной плоскости объектива по матовому стеклу, заменявшемуся при съёмке кассетой с фотоматериалом. Аналогичный способ визирования может быть реализован в кино- и фотоаппаратуре любого типа, но необходимость замены стекла кассетой делает невозможным кадрирование подвижных сцен в момент съёмки и требует закрепления камеры на штативе. Для устранения этой проблемы подавляющее большинство камер снабжается приставным или встроенным видоискателем, позволяющим кадрировать изображение одновременно со съёмкой. На сегодняшний день (2021 год) известны 4 основных типа видоискателя: рамочный, телескопический, зеркальный и электронный.

## Рамочный
Рамочный видоискатель (иконометр) появился в фотографии раньше всех остальных типов в 1850-х годах. Он считается простейшим и построен по принципу диоптра. Иконометр состоит из двух откидных или неподвижных рамок: глазного диоптра с небольшим окном и предметного диоптра, прорезь которого соответствует форме кадра. Глаз наблюдателя, расположенный у заднего глазного диоптра, видит пространство перед камерой через переднюю рамку, ограничивающую поле зрения. Видоискатель такого типа является основным в простейших фотоаппаратах и кинокамерах, но часто использовался в качестве дополнительного в форматных пресс-камерах, предназначенных для репортажной съёмки. Такая же конструкция применяется на боксах для подводной фото- и киносъёмки, поскольку допускает визирование в маске. Рамочный видоискатель позволяет видеть пространство за пределами кадра, облегчая ориентацию при кадрировании.

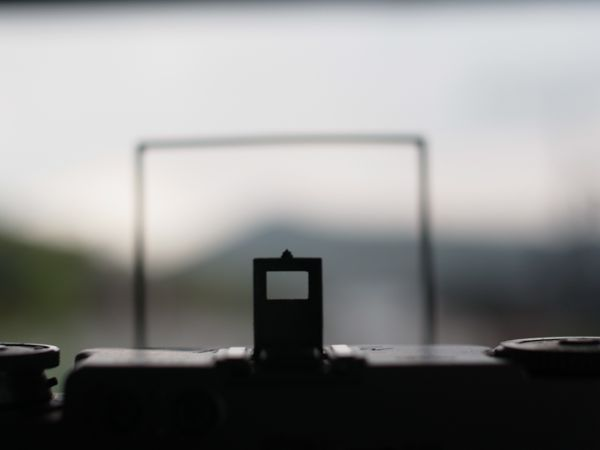
Простейший рамочный видоискатель
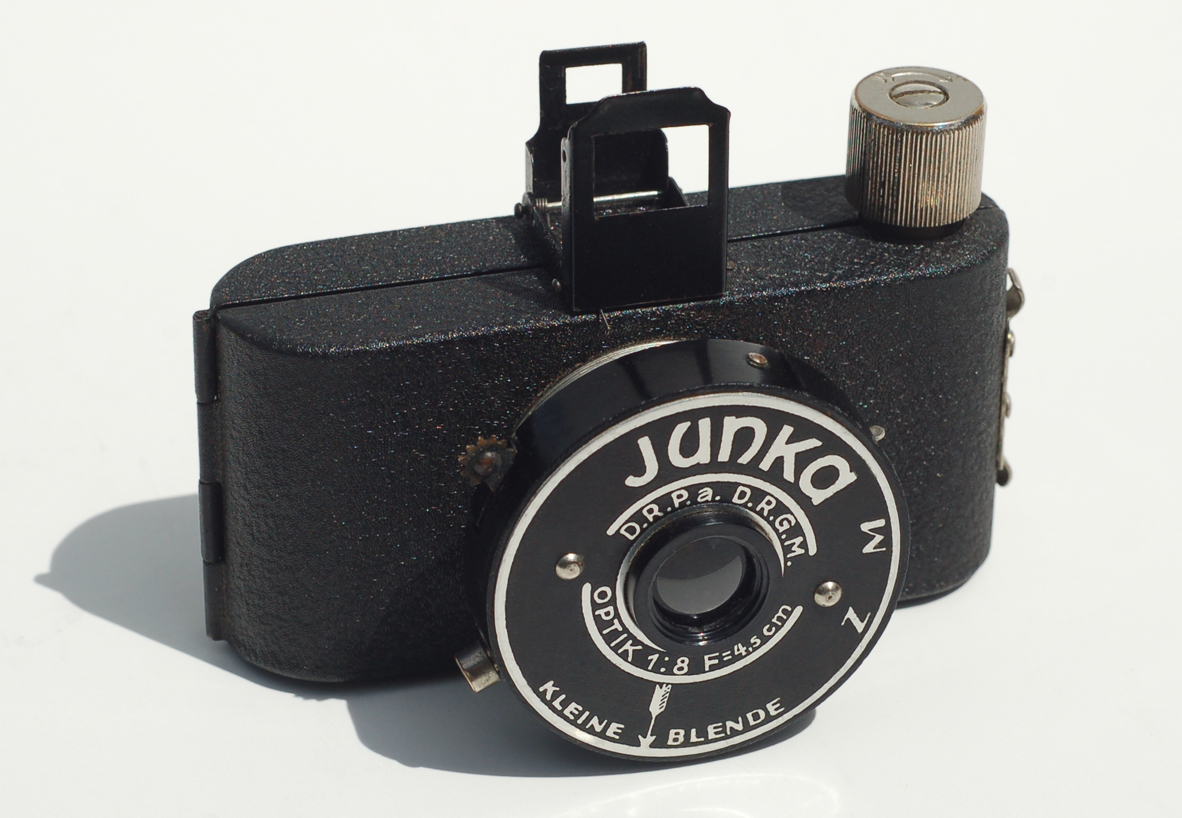
Фотоаппарат «Junka» с откидным рамочным видоискателем
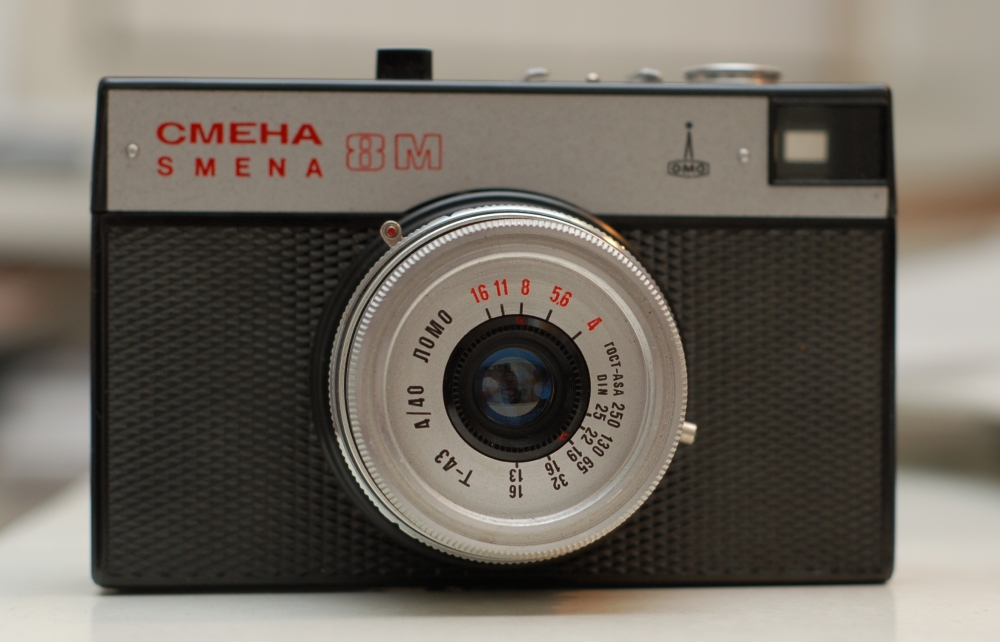
Фотоаппарат «Смена-8М» со стеклянным рамочным видоискателем
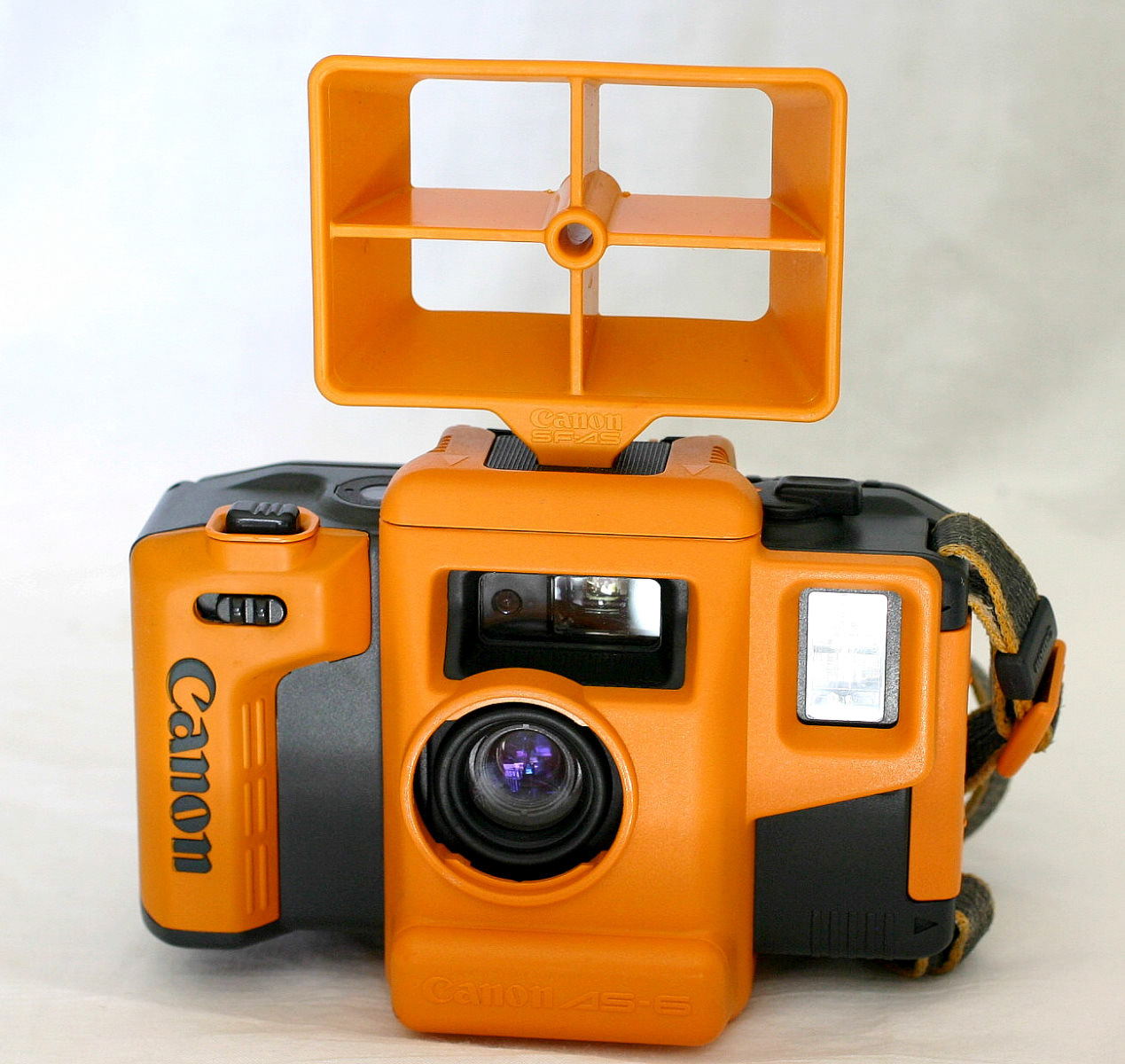
Фотоаппарат «Canon AS-6» с рамочным визиром для подводной съёмки
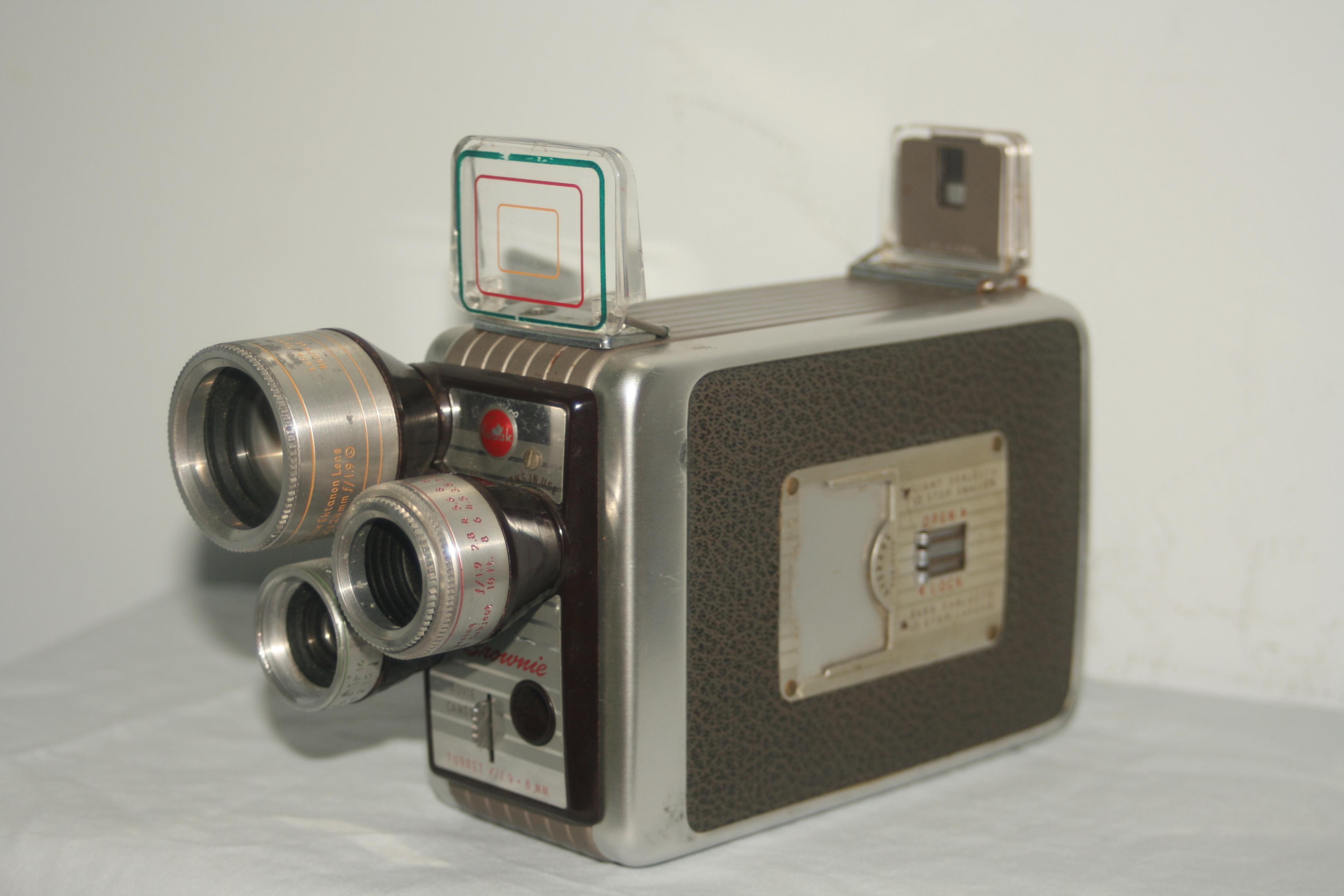
8-мм кинокамера с рамочным видоискателем для сменных объективов
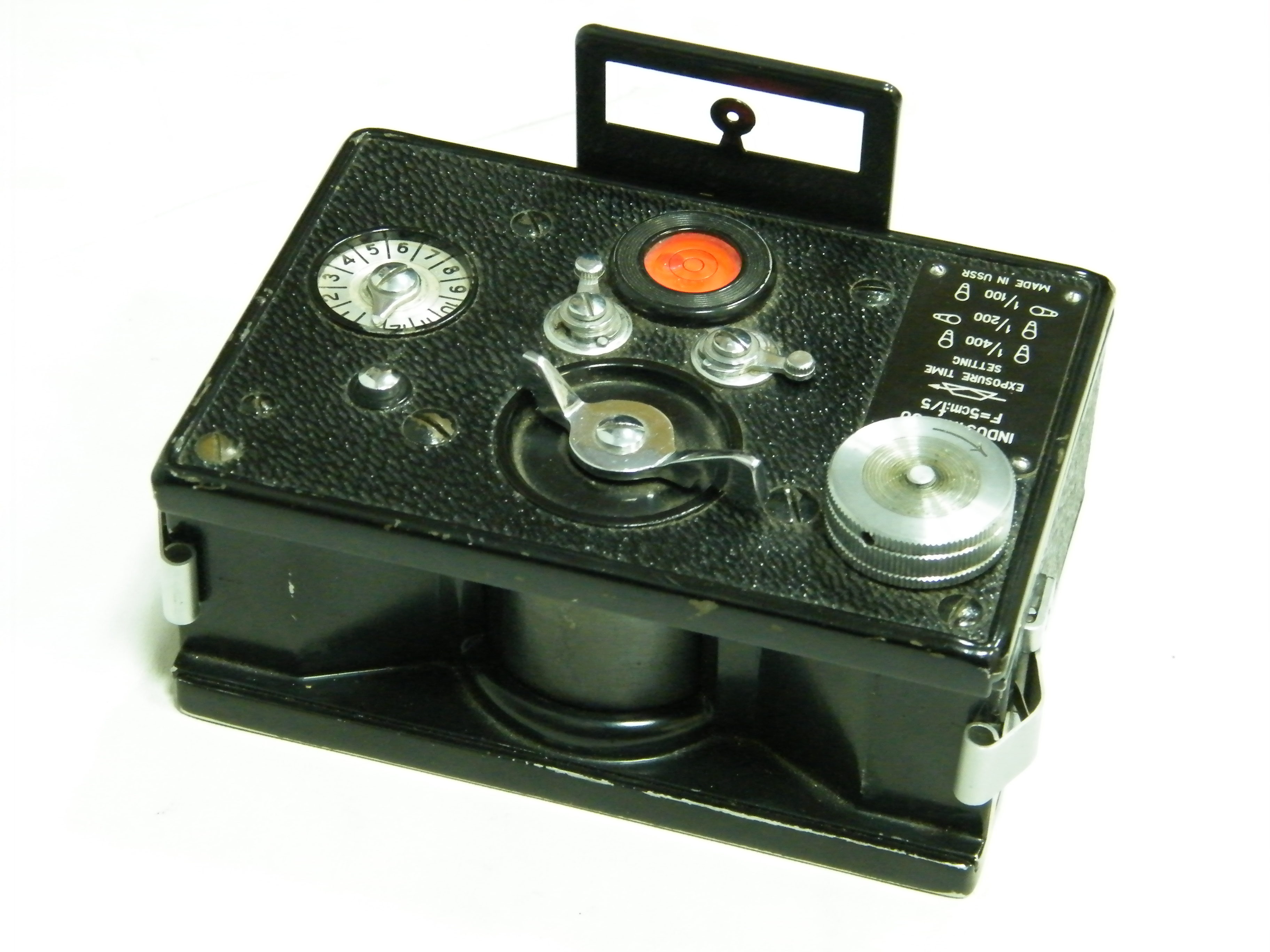
Рамочный визир панорамного фотоаппарата «ФТ-2»

Откидной рамочный видоискатель был характерной деталью первых зеркальных фотоаппаратов, где в качестве диоптров использовались передняя и задняя стенки светозащитной шахты. Такой дополнительный визир носил название «спортивного», поскольку при съёмке быстрого движения был удобнее, чем зеркальный видоискатель с перевёрнутым изображением.
Более совершенной разновидностью рамочного видоискателя является стеклянный параллелепипед или усечённая пирамида — роль рамки выполняет передняя грань, ограничивающая поле зрения. Стеклянный рамочный визир не отображает пространство за пределами кадра и используется вместо более совершенного телескопического в дешёвых метражных камерах.
К основным недостаткам рамочного видоискателя относятся наличие параллакса и неточность отображения границ кадра. Из-за относительной близости расположения кадрирующей рамки, человеческий глаз не может видеть её резкой одновременно с удалёнными объектами. Кроме того, положение кадрирующей рамки относительно объектов съёмки зависит от положения глаза наблюдателя, лишь частично ограниченного размерами глазного диоптра. В результате неоднозначность оценки границ кадра приводит к неточному кадрированию. Для съёмки сменными объективами на стеклянный предметный диоптр некоторых рамочных визиров наносились несколько рамок, соответствующих разным фокусным расстояниям.

## Телескопический
Телескопический видоискатель имеет более совершенную конструкцию и точнее отображает границы кадра. Наиболее простые и компактные видоискатели такого типа построены по схеме перевёрнутой зрительной трубы Галилея, и состоят из двух линз, отображая объекты съёмки с уменьшением. Передняя линза (объектив видоискателя) отрицательная, а задняя (окуляр) — положительная. Поле зрения простейших телескопических визиров, дающих мнимое изображение, ограничивается прямоугольной оправой их объектива.
В более сложных камерах в окуляре видна подсвеченная рамка, проецируемая системой двух зеркал — обычного и полупрозрачного — из дополнительного окна, закрытого молочным стеклом.
В результате глаз видит изображение объектов съёмки и рамку одновременно резкими, что решает проблему точности отображения границ поля, свойственную рамочным видоискателям. Полупрозрачное зеркало одновременно используется в дальномере. Такая конструкция часто называется коллиматорным или «двухосным» визиром и применяется в профессиональных дальномерных фотоаппаратах, например, серии Leica M.
Более простое устройство с подсветкой границ кадра имеет зеркально-телескопический «одноосный» визир, или видоискатель Альбада. Зеркальное покрытие в форме рамки наносится на переднюю поверхность окуляра и отражает свет на заднюю вогнутую поверхность объектива, покрытую полупрозрачной плёнкой. Таким образом, глаз так же наблюдает расположенное в «бесконечности» отражение рамки, поскольку последняя находится в фокусе вогнутой поверхности передней линзы. Недостаток одноосного визира заключается в зависимости яркости рамки от количества света, попадающего через его объектив. Кроме того, в отличие от коллиматорного визира, такая схема не позволяет реализовать компенсацию параллакса. Поэтому она используется в аппаратуре упрощённой конструкции, в том числе в компактных фотоаппаратах.

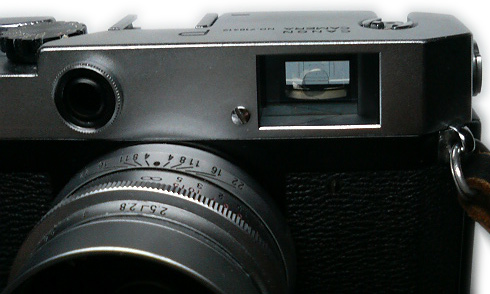
Телескопический визир дальномерного фотоаппарата
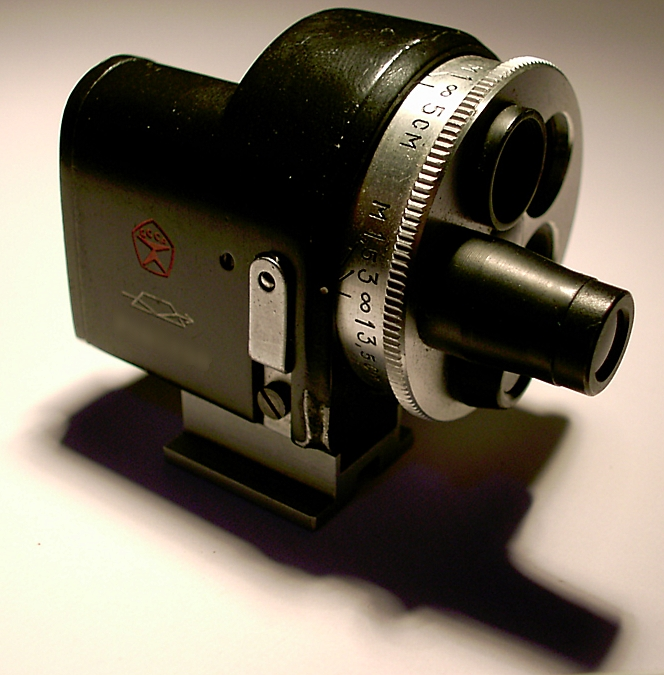
Универсальный видоискатель револьверного типа
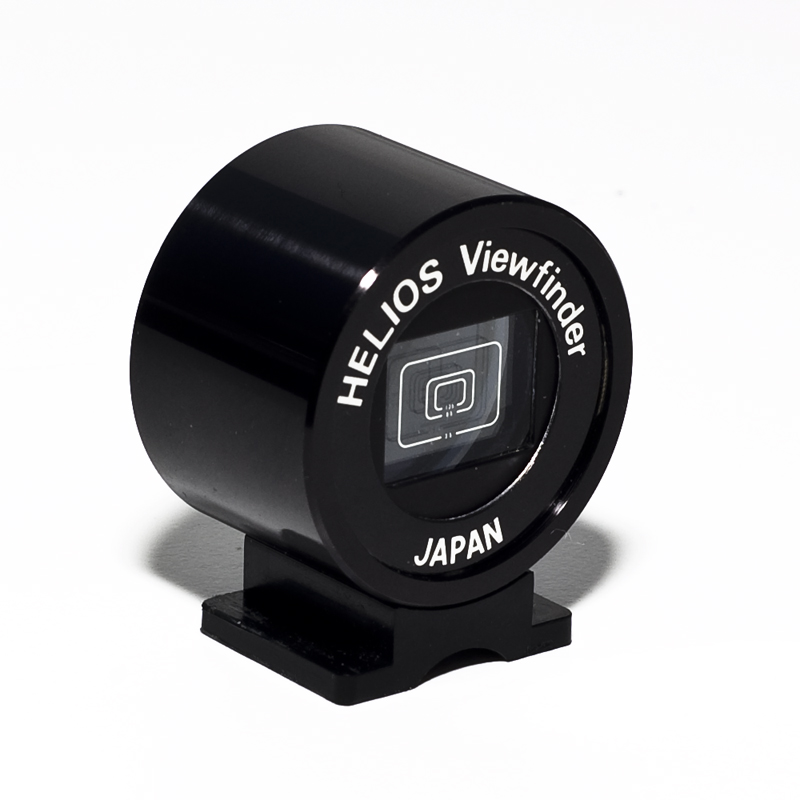
Видоискатель с рамками для разных объективов
Ограничительные рамки коллиматорного визира Leica M3
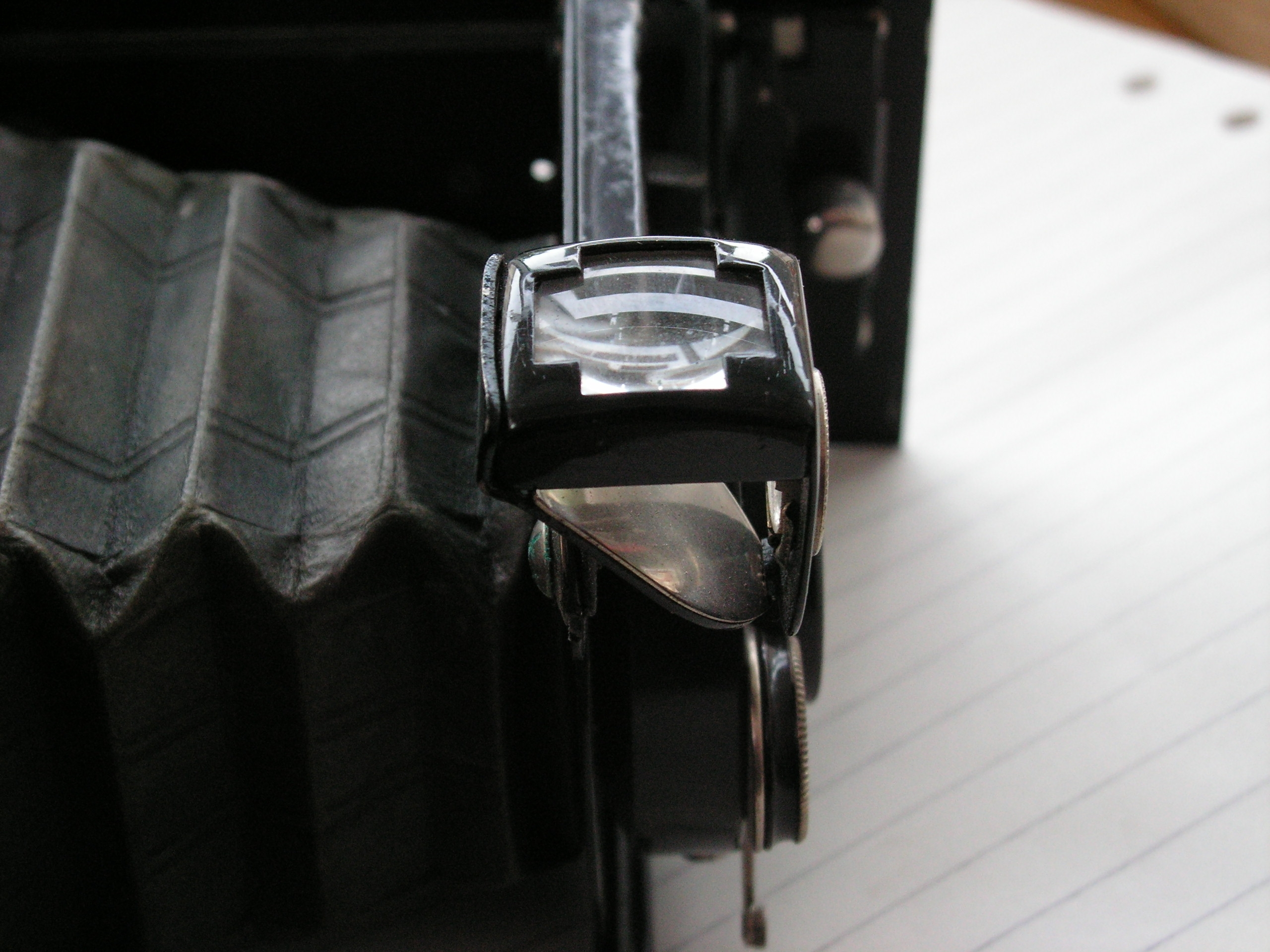
Угловой телескопический визир

Наиболее совершенные телескопические визиры выполняются по схеме трубы Кеплера. Объектив такого визира строит действительное изображение, в плоскости которого располагается ограничительная рамка. Благодаря этому, объект съёмки и границы кадра также видны одновременно резкими. В большинстве видоискателей такого типа окуляр может перемещаться вдоль оптической оси для компенсации недостатков зрения. Эта конструкция кроме фотоаппаратуры получила распространение в качестве дополнительного визира в профессиональной киносъёмочной аппаратуре с зеркальным обтюратором. Приставной телескопический визир устанавливался на штативных синхронных камерах для удобства визирования с движения и снабжается механизмом компенсации параллакса.
Поле зрения большинства телескопических визиров незначительно превосходит размеры кадра, позволяя наблюдать пространство за его пределами. Применяется в шкальных и дальномерных фотоаппаратах в качестве основного видоискателя, а в некоторых случаях в качестве вспомогательного в зеркальной аппаратуре (например, Asahiflex I, Praktina). Сам по себе телескопический визир не даёт возможности производить фокусировку, но в дальномерной аппаратуре он чаще всего оптически совмещается с дальномером. В результате окно дальномера становится видимым в окуляре видоискателя, позволяя фокусировать объектив одновременно с кадрированием.
Особая разновидность телескопического видоискателя широко использовалась на пресс-камерах, например на фотоаппарате «Фотокор № 1». Между объективом и окуляром такого видоискателя находилось зеркало, установленное под углом 45°. Такая конструкция обеспечивала визирование сверху, делая съёмку громоздкой камерой удобнее.
Телескопический видоискатель так же не свободен от параллакса, как и рамочный. Наиболее совершенные камеры с телескопическим визиром снабжаются дополнительными параллактическими рамками, как правило отображающими границы кадра при минимальных дистанциях съёмки. При использовании сменных объективов также необходима замена видоискателя, поскольку границы кадра, отображаемые в его поле зрения, совпадают только с объективами конкретного фокусного расстояния. В качестве универсальных могут использоваться приставные видоискатели, позволяющие менять отображаемое поле зрения за счёт револьверной головки с объективами визира разной оптической силы. Коллиматорные визиры дальномерных фотоаппаратов профессионального уровня часто оснащаются устройством переключения кадроограничительных рамок и механизмом автоматической компенсации параллакса.

## Сопряжённый видоискатель
Сопряжённый видоискатель позволяет наблюдать изображение непосредственно через съёмочный объектив, и поэтому полностью лишён параллакса. Кроме того, он позволяет выполнять наиболее точную фокусировку объектива. Такой видоискатель может быть трёх типов: сквозной, зеркальный и светоделительный. Простейшим примером сквозного визира является фотоаппарат прямого визирования с матовым стеклом, установленным вместо кассеты. При совпадении плоскостей матированной поверхности и фотоэмульсии обеспечивается высокая точность фокусировки и соответствия границ кадра любых объективов. Аналогичным образом контроль изображения происходил в киносъёмочных аппаратах со сдвижным матовым стеклом, например «Bell & Howell 2709» и советских «КС-21», «1СК» и «Москва». Однако, при таком способе визирования требуется установка камеры на штатив, а кадрирование в момент съёмки невозможно. Непрерывное визирование сквозь киноплёнку было доступно в кинокамерах типа Debrie Parvo, но с появлением почти непрозрачных панхроматических киноплёнок оказалось неработоспособным.

### Зеркальный видоискатель
Полноценный контроль изображения во время съёмки обеспечивают видоискатели зеркальных фотоаппаратов и кинокамер с зеркальным обтюратором. При этом достигается такое же соответствие границ кадра и точность фокусировки, как на съёмном матовом стекле в фокальной плоскости.
В однообъективных зеркальных фотоаппаратах используется откидное зеркало, закреплённое на шарнире под углом 45° к оптической оси. В положении визирования зеркало отражает свет из объектива на фокусировочный экран, создавая действительное изображение, в точности соответствующее такому же, получаемому в плоскости кадрового окна при поднятом зеркале. В момент съёмки зеркало поворачивается на шарнире вверх, открывая доступ света к фотоматериалу или матрице. В киносъёмочных аппаратах вместо поворотного зеркала используется дисковый обтюратор, плоскость вращения которого также расположена под углом 45° к оптической оси объектива. Поверхность обтюратора покрывается зеркальным слоем, отражающим свет от объектива на матовое стекло в момент перекрытия кадрового окна. Обе разновидности зеркального видоискателя свободны от параллакса и обеспечивают точную фокусировку независимо от фокусного расстояния объектива. Кроме того, возможна визуальная оценка глубины резкости, недоступная в других типах визира.
Изображение, получаемое на матовом стекле зеркального видоискателя, перевёрнуто слева направо, что неудобно для съёмки. Проблема устраняется использованием оборачивающей системы, устройство которой различно в фото- и киноаппаратуре. В фотоаппаратуре наиболее широкое применение нашла компактная крышеобразная пентапризма, дающая прямое изображение при визировании с уровня глаз. В громоздкой киносъёмочной аппаратуре изображение на матовом стекле наблюдается при помощи лупы сложной призменно-линзовой конструкции. В профессиональной киноаппаратуре лупа имеет возможность поворота в одной или нескольких плоскостях, допуская визирование из различных положений. Чаще всего в её устройство вводятся дополнительные призмы, обеспечивающие оптическую компенсациею поворота изображения.

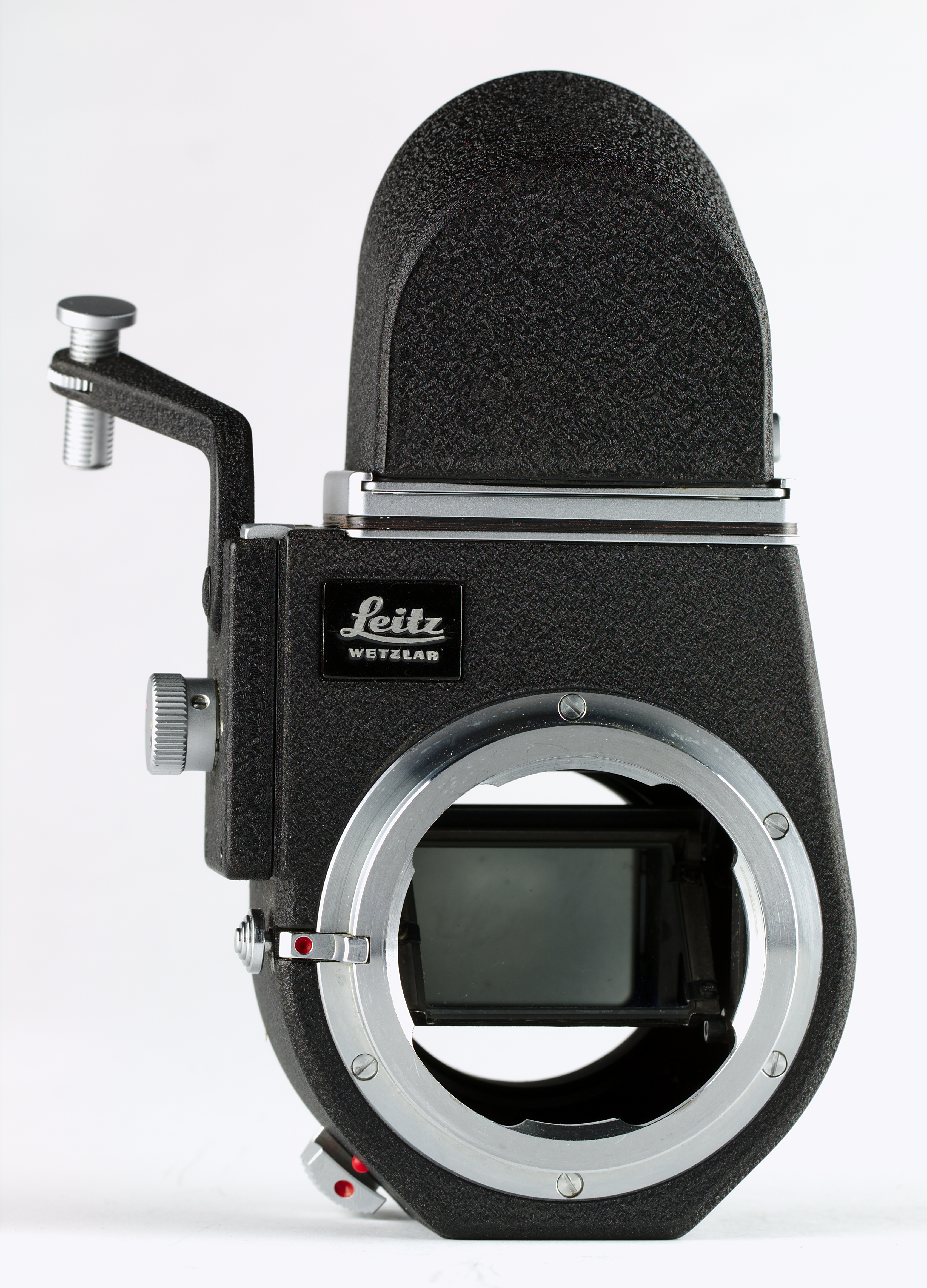
Приставка Visoflex для дальномерных фотоаппаратов Leica
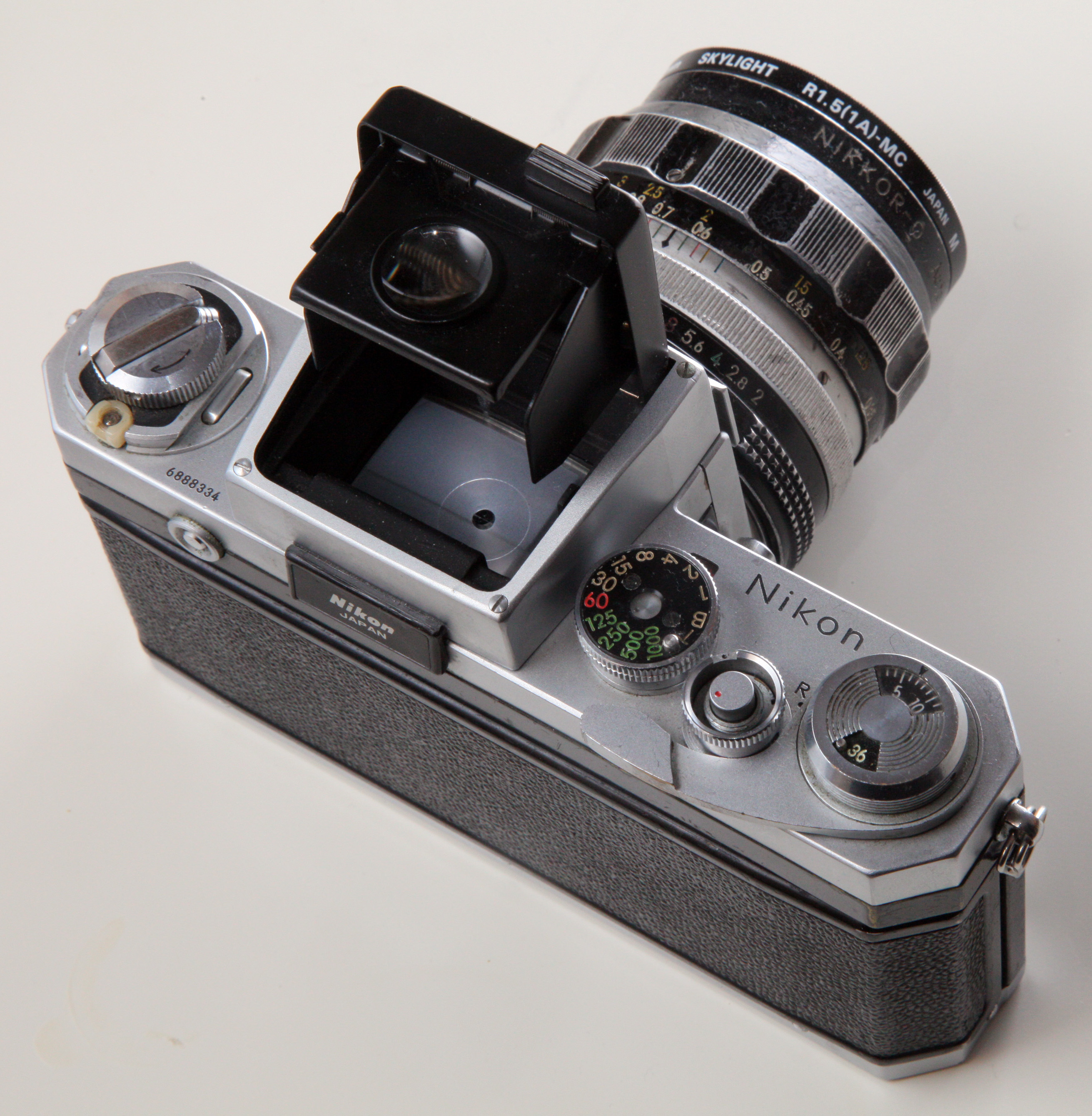
Зеркальный фотоаппарат «Nikon F» с шахтой (Япония)
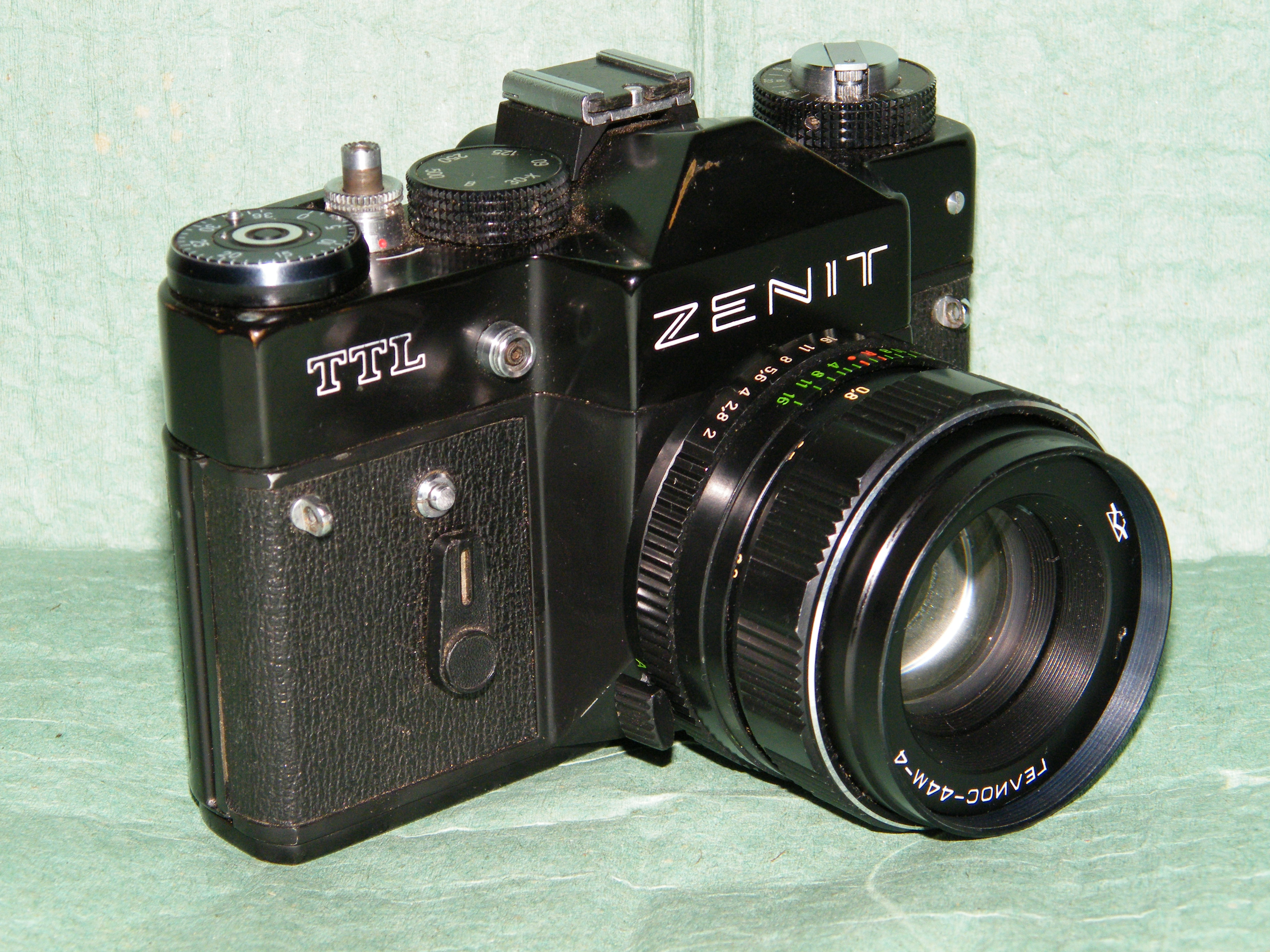
Зеркальный фотоаппарат «Зенит-TTL» (СССР)
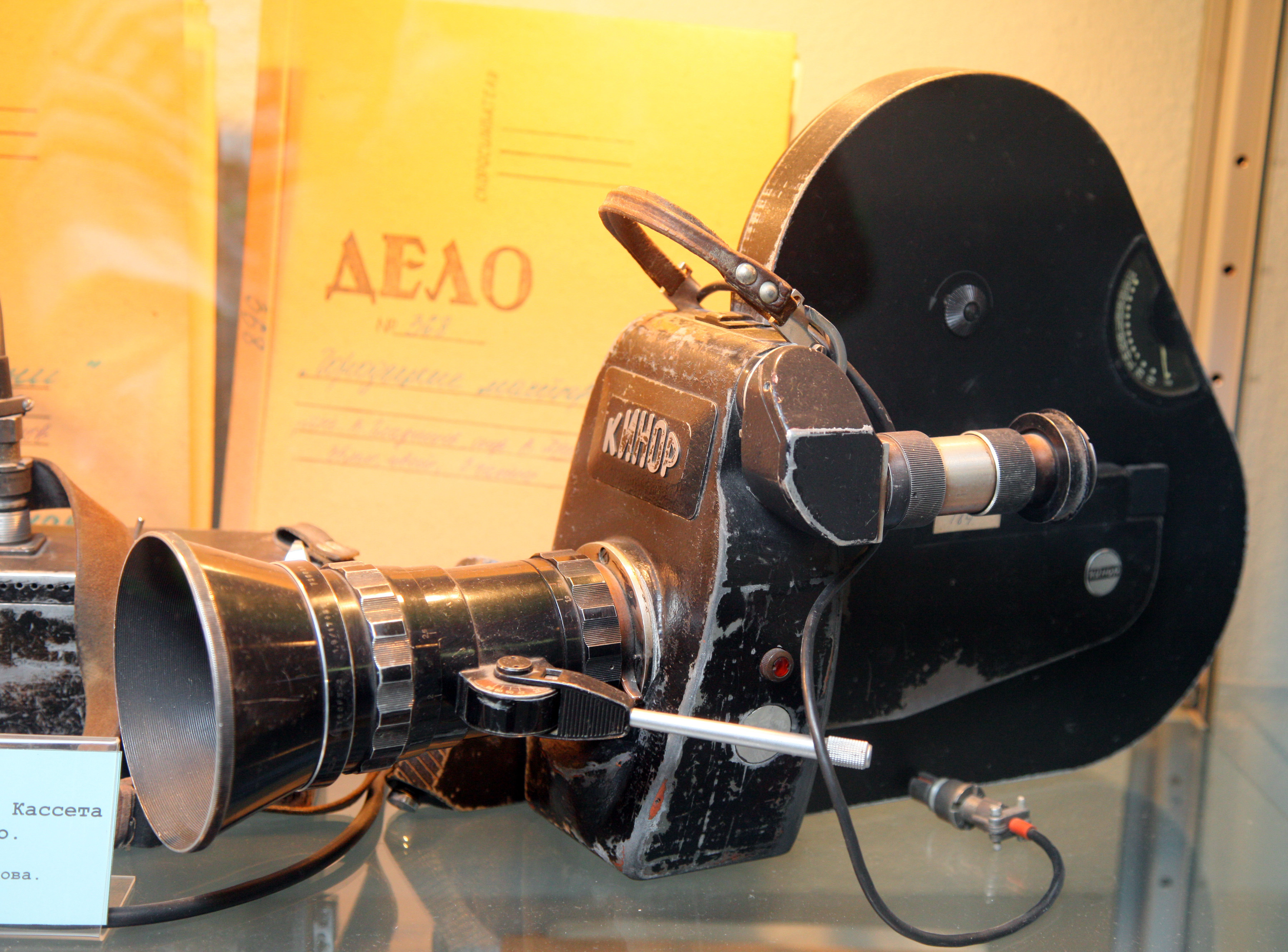
Кинокамера «Кинор 16СХ-2М» с зеркальным обтюратором (СССР)
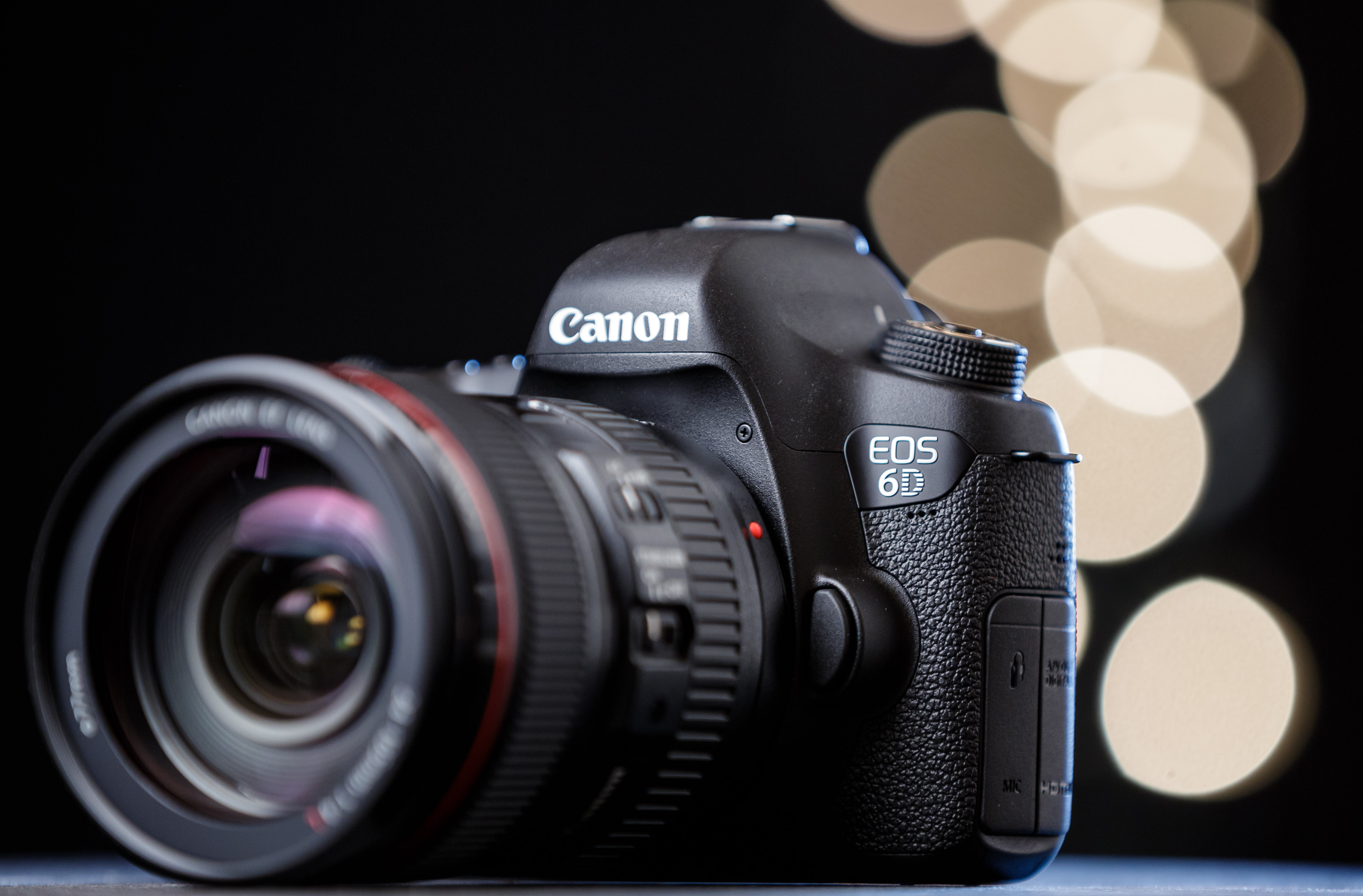
Цифровой зеркальный фотоаппарат «Canon EOS 6D» (Япония)

До изобретения крышеобразной пентапризмы в зеркальных фотоаппаратах использовалась светозащитная шахта, позволяющая наблюдать изображение сверху. В такой конфигурации зеркальный визир до сих пор используется в среднеформатной фотоаппаратуре, предназначенной для студийной съёмки. При этом фотограф бинокулярно наблюдает зеркально перевёрнутое по горизонтали изображение непосредственно на фокусировочном экране. Для точной фокусировки шахты оснащаются откидной лупой. Кроме шахты (англ. Waist level finder) в качестве сменного видоискателя может быть использована вертикальная лупа или специальная разновидность призменного видоискателя англ. Action finder с большим выносом выходного зрачка, позволяющая наблюдать полное неперевёрнутое изображение в подводных масках и защитных очках.
Из-за особенностей устройства зеркальных фотоаппаратов поле зрения, наблюдаемое в их видоискателях, чаще всего меньше площади будущего кадра. В современных любительских фотоаппаратах оно составляет 92—97 %, и только профессиональные модели дают в визире изображение, точно совпадающее с кадром. Зеркальный обтюратор позволяет реализовать 100 % поля зрения проще, чем зеркало фотоаппаратов, поэтому изображение в визире таких кинокамер совпадает с получаемым на экране. Однако, в отличие от рамочного и телескопического видоискателей, зеркальный не даёт возможности видеть изображение за пределами кадра.
В профессиональной киноаппаратуре для сквозного визирования также применялись видоискатели, встроенные в киносъёмочную оптику и позволяющие наблюдать изображение на эмульсии киноплёнки со стороны объектива. Некоторое распространение получил способ визирования сквозь киноплёнку. Обе технологии обладают чрезвычайно низкой световой эффективностью и сопряжены с постоянным риском засветки плёнки через окуляр видоискателя. С распространением зеркального обтюратора наблюдение с обратной стороны киноплёнки используется только в аппаратуре для комбинированных съёмок, поскольку позволяет совмещать изображения при съёмке методом блуждающей маски.

### Светоделительный

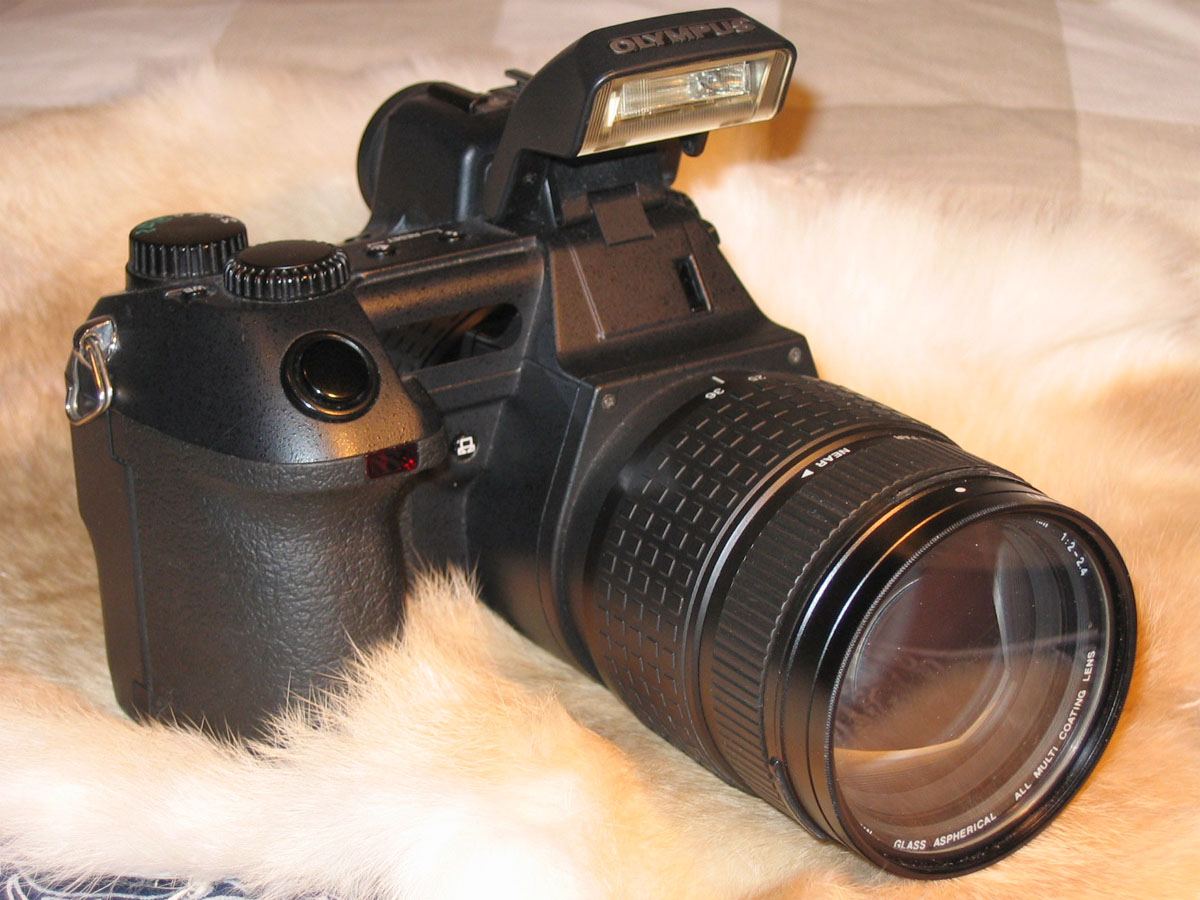
Фотоаппарат «Olympus E-10»

К светоделительному типу можно отнести однообъективные зеркальные фотоаппараты с неподвижным полупрозрачным зеркалом, например Canon Pellix. Кроме того этот тип визира используется в псевдозеркальных фотоаппаратах и любительских кинокамерах. В профессиональном кинематографе такой конструкцией обладают некоторые вариообъективы со встроенным визирным устройством, предназначенные для камер с обычным обтюратором. При использовании светоделителя, расположенного между линзами объектива, часть света проходит через установленное под углом 45° полупрозрачное зеркало на киноплёнку, а остальной (как правило, 10—20 %) отражается под углом 90° в видоискатель, позволяя наблюдать беспараллаксное изображение. Такое же устройство используется для отбора света в телевизир. В отличие от классического зеркального визира, поле зрения светоделительного часто превышает размеры будущего кадра, повышая удобство съёмки. Кроме того, диафрагма объективов с такими визирами как правило располагается позади светоделителя, и яркость наблюдаемого изображения не зависит от относительного отверстия.
Такая схема применялась в серии любительских киносъёмочных аппаратов «ЛОМО-Аврора», рассчитанных на 8-мм киноплёнку. В 16-мм кинокамере «Альфа» полупрозрачное зеркало установлено за сменным объективом. В цифровом фотоаппарате «Olympus E-10» — светоделительная призма, перенаправляет часть светового потока. В однообъективных зеркальных фотоаппаратах неподвижное полупрозрачное зеркало впервые появилось в 1965 году в камере «Canon Pellix», но дальнейшее развитие схема получила только в специальных скоростных версиях для спортивной съёмки. Например, фотоаппарат «Canon New F-1 HS» с таким зеркалом позволял вести непрерывную съемку с частотой до 14 кадров в секунду, что в 1984 году было рекордом для малоформатного фотоаппарата.
Несмотря на простоту конструкции и непрерывность визирования, такой видоискатель снижает светосилу объектива и обеспечивает невысокую яркость наблюдаемого изображения.

## Двухобъективный зеркальный

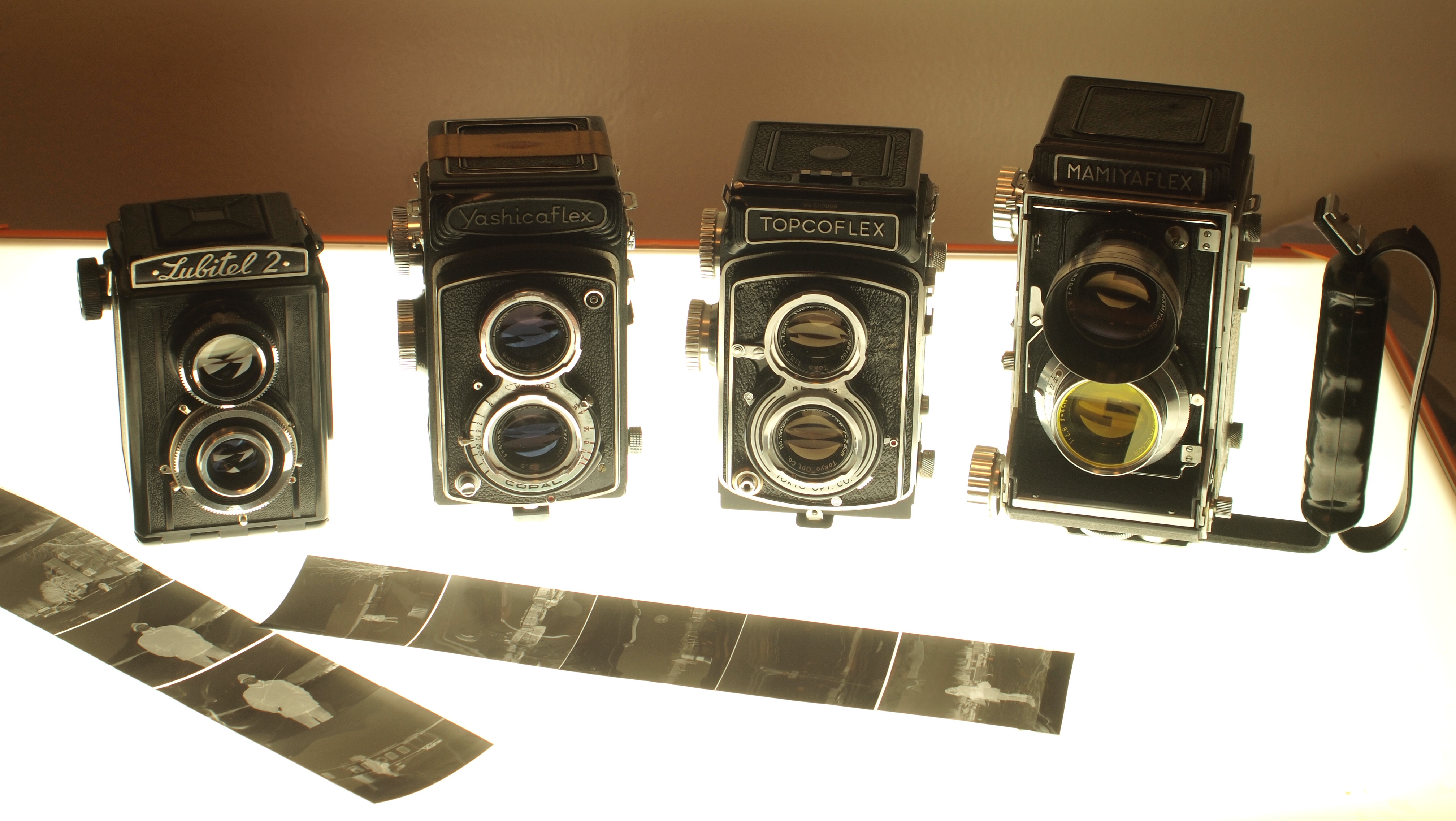
Двухобъективные зеркальные фотоаппараты

Ещё одна разновидность зеркального видоискателя — двухобъективный зеркальный фотоаппарат — не обеспечивает сквозного визирования и обладает параллаксом. По своим конструктивным особенностям он близок к телескопическому видоискателю, хотя в традиционной классификации его принято относить к зеркальным, поскольку он обеспечивает такую же точность фокусировки.
В современной цифровой фотоаппаратуре не применяется ввиду полного вытеснения другими типами визира.

## Электронный
Впервые электронный видоискатель был использован в передающих телевизионных камерах, где он представлял собой компактный монитор на основе кинескопа. До конца XX века подавляющее большинство электронных видоискателей были чёрно-белыми для получения максимальной разрешающей способности, недоступной цветным электронно-лучевым трубкам. С появлением компактных и менее энергоёмких жидкокристаллических дисплеев, такой тип визира получил распространение во всех типах съёмочной аппаратуры в качестве основного или вспомогательного. На сегодняшний день (2019 год) электронный видоискатель применяется в видеокамерах, цифровых фотоаппаратах и цифровых кинокамерах. Разновидностью электронного видоискателя можно считать телевизир, который нашёл применение в профессиональной киносъёмочной аппаратуре.

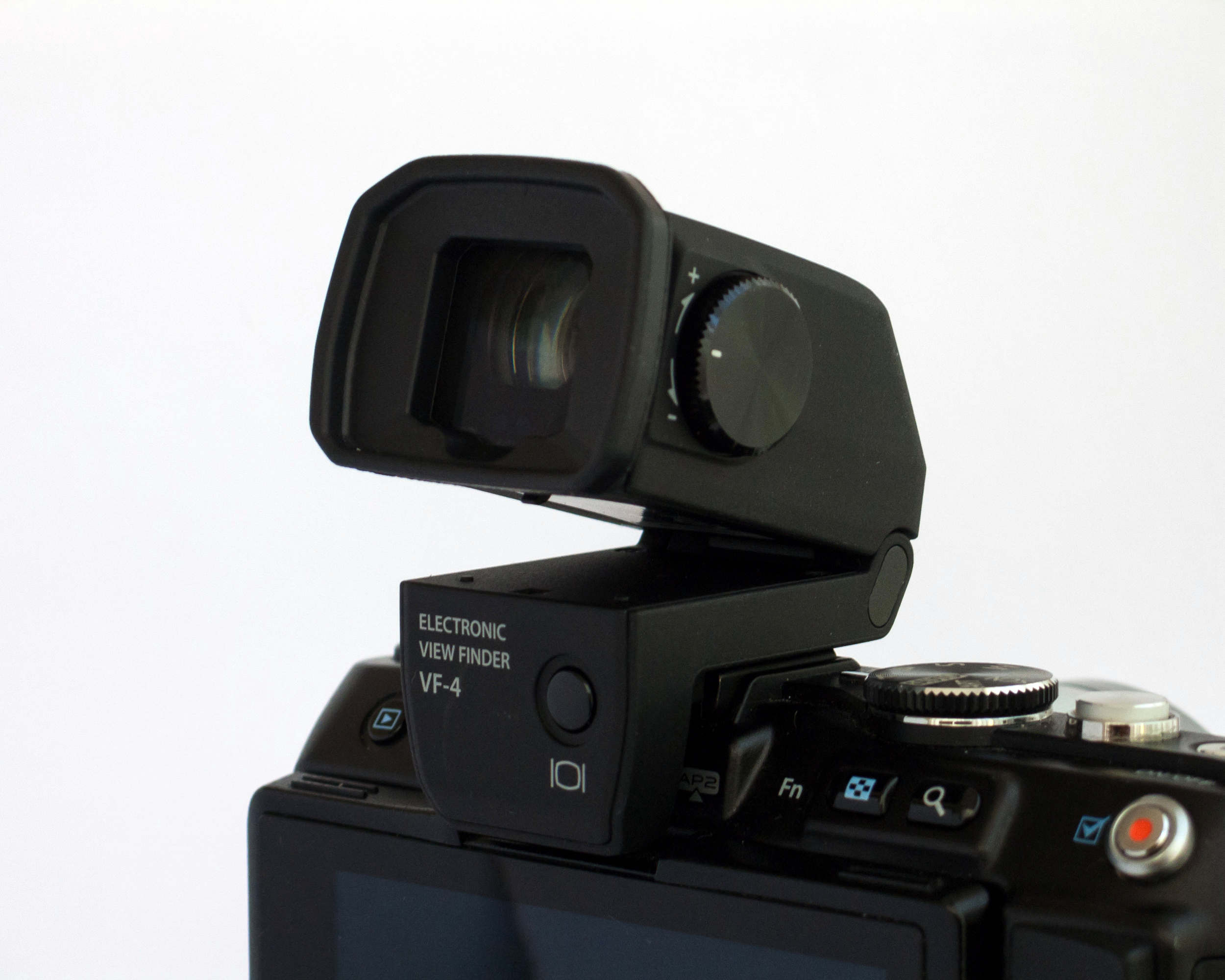
Электронный видоискатель окулярного типа фотоаппарата «Olympus E-PL5»

Электронный видоискатель представляет собой высококачественный видеомонитор, отображающий видеосигнал, сформированный камерой. По эффективности электронный видоискатель можно сравнить с прямым визированием на матовом стекле, поскольку наблюдается изображение, получаемое непосредственно в фокальной плоскости.
Электронный видоискатель лишён параллакса и его яркость не зависит от освещённости снимаемой сцены и диафрагмирования объектива. Изображение может наблюдаться либо непосредственно на экране, либо через окуляр (например, в видеокамерах и в псевдозеркальных цифровых фотоаппаратах). В телевизионной технике и некоторых фотоаппаратах электронный видоискатель выполнен поворотным, допуская визирование из разных положений. При этом, в отличие от поворотной лупы кинокамер с зеркальным обтюратором, степень свободы вращения практически не ограничена, а оптическая компенсация поворота изображения не требуется. Поле зрения электронного видоискателя всегда точно совпадает с границами сенсора. Режим англ. Underscan, используемый в профессиональных теле- и видеокамерах, позволяет гарантированно отображать весь формируемый растр, но не даёт возможности наблюдать пространство за пределами кадра. В телевидении исключение составляют вылеты развёртки, не отображаемые большинством телевизоров. В электронных видоискателях отображаются границы служебных зон и дополнительная информация о работе в прямом эфире (англ. Tally Light), состоянии батареи, экспозиционных параметрах и др.
Преимущества электронных видоискателей:
- Комфортность визирования, недоступная оптическим видоискателям за счёт яркости изображения, не зависящей от яркости сцены и диафрагмирования объектива;
- Точность отображения световых эффектов, в том числе внутренних переотражений от стенок камеры;
- Более простая и компактная конструкция по сравнению со сквозными оптическими визирами;
- Неограниченные возможности вывода любой дополнительной информации в поле зрения;
- Доступность контроля изображения от других источников, отличных от камеры. Например, просмотр итогового эфирного сигнала оператором;
- Возможность вывода изображения на удалённый монитор, позволяющий дистанционные визирование и управление камерой;

Недостатки электронных видоискателей:
- Необходимость электропитания, без которого видоискатель неработоспособен. В ждущем режиме, когда дисплей отключен, визирование невозможно;
- При невысоком разрешении дисплея точная фокусировка может быть затруднена;
- Значительное снижение быстродействия при низких температурах[34];

Развитие электронных видоискателей, повышающих удобство съёмки, привело к его появлению в цифровых однообъективных зеркальных фотоаппаратах в качестве дополнительного. При этом используется специальный режим, в котором зеркало поднимется, а затвор открывается, давая свету доступ к матрице.
Наличие такого режима кроме появления возможности дистанционного визирования позволяет использовать фотоаппарат в качестве видеокамеры.

## Гибридный
Гибридный видоискатель — патентованная разработка компании Fujifilm, которая впервые применила её в цифровом беззеркальном фотоаппарате с матрицей размером APS-C и несменным объективом Fujifilm FinePix X100, а затем — со сменными объективами Fujifilm X-Pro1. Общий принцип работы заключается в совмещении изображений оптического видоискателя и ЖК дисплея с помощью призмы. Гибридный видоискатель в оптическом режиме позволяет наблюдать яркое, без пересветов изображение скомпенсированного параллаксного видоискателя и видеть информацию ЖК дисплея об основных настройках (в том числе и гистограмму). Гибридный видоискатель в режиме электронного видоискателя позволяет выводить картинку с матрицы в реальном времени, аналогичную дисплею, что позволяет видеть изображение, которое будет запечатлено (с учётом установленной экспозиции, что особенно важно в тёмное время).

## Сменный видоискатель
Возможность замены типа оборачивающей системы в однообъективных зеркальных фотоаппаратах модульной конструкции часто называется сменным видоискателем. При этом, независимо от установленных приспособлений для визирования — шахты, пентапризмы, вертикальной лупы или «спортивной» призмы — тип видоискателя остаётся неизменным. Большинство профессиональных теле- и видеокамер также допускает замену монитора электронного видоискателя. В этом случае, независимо от того, какой визир использован — окулярный или с большим экраном — он также остаётся электронным.

## Режиссёрский визир

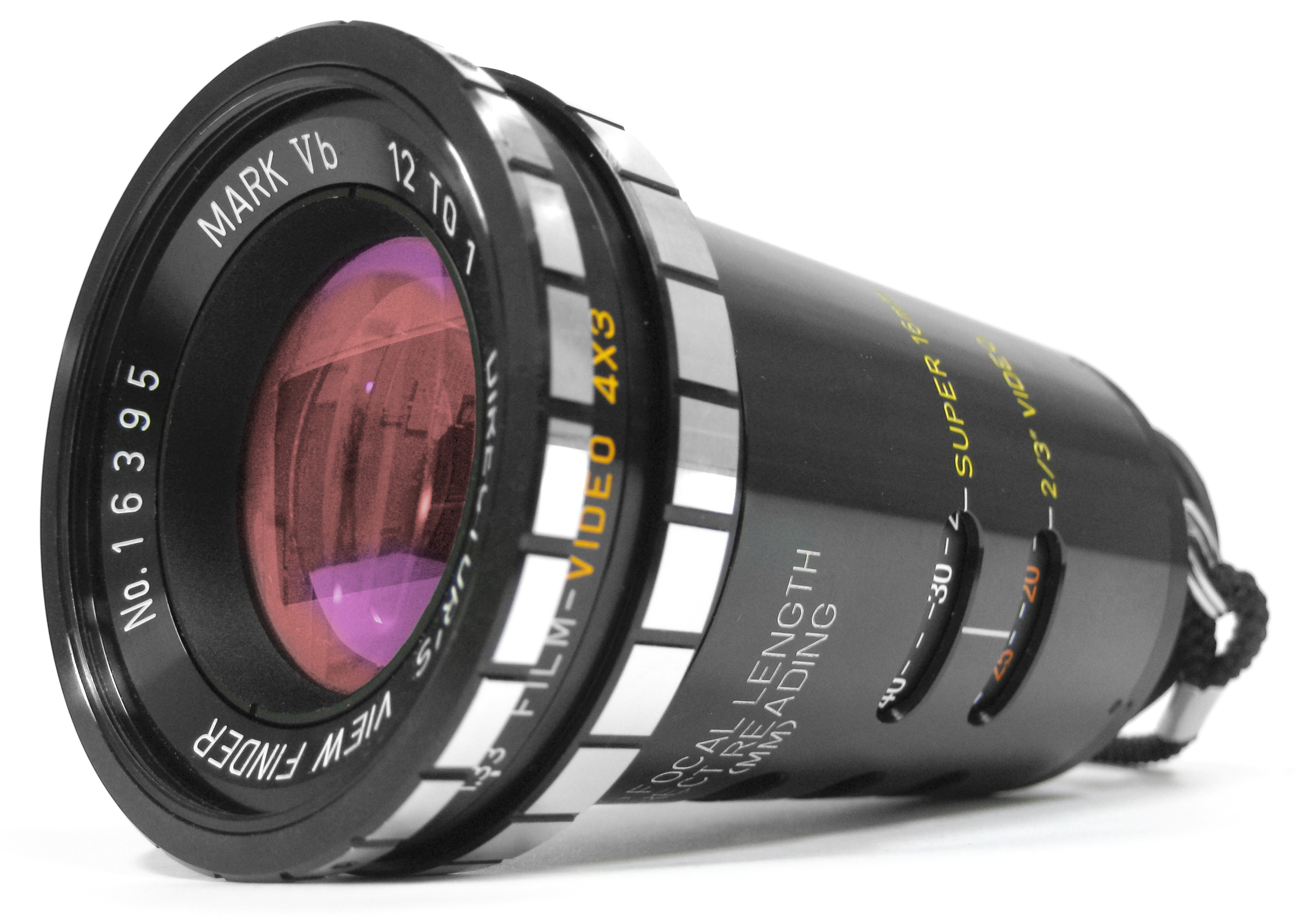
Режиссёрский видоискатель

В кинематографе получил распространение прибор для наблюдения сцены и быстрого определения границ кадра, не требующий установки и перемещения громоздкой съёмочной аппаратуры. Режиссёрский визир представляет собой телескопический видоискатель типа Галилея, выполненный как отдельное устройство, и не соединённый со съёмочным оборудованием. Благодаря такой конструкции и малому весу прибор может удерживаться одной рукой, и использоваться, как зрительная труба, поле зрения которой совпадает с конкретным съёмочным объективом. Современные визиры такого типа позволяют изменять угловое поле за счёт переменного увеличения, а также устанавливать сменные рамки в зависимости от используемой кинематографической системы и свойственного ей соотношения сторон экрана.
Менее распространённый тип режиссёрского визира рассчитан на совместное использование с объективами, которые предполагается использовать для съёмки. Такие визиры представляют собой окуляр в тубусе, на передней части которого смонтирован байонет соответствующего типа. Достоинством такого видоискателя считается полное совпадение характера изображения с тем, которое будет получено в камере. В последние годы получил распространение электронный режиссёрский визир, выполненный на базе смартфонов и планшетных компьютеров. В этом случае используются мобильные приложения, обозначающие на экране границы кадра и прочие параметры будущей съёмки.